# Tönisberg
Tönisberg ist ein ca. 3250 Einwohner zählender Stadtteil der Stadt Kempen am linken Niederrhein im Kreis Viersen im Westen von Nordrhein-Westfalen. Die nächstgrößeren Städte in näherer Umgebung sind Neukirchen-Vluyn, Krefeld, Moers und Duisburg.
Der Name Tönisberg leitet sich zum einen vom Heiligen Antonius Abbas (Sanct Antonis Bergh) und zum anderen vom Mühlenberg her, an dem das Dorf liegt.

## Geografie
Tönisberg liegt eingebettet in einem Urstromtal, begrenzt durch eine in Ostwestrichtung verlaufende Endmoräne als Südende des Niederrheinischen Höhenzuges. Bis zu dieser Endmoräne – dem Mühlenberg – reichte in der Saaleeiszeit das Nordlandeis. Aus diesem Grund sind hier Gesteinsarten anzufinden, die sonst nur in skandinavischen Ländern zu finden sind. Diese Tönisberger Höhen sind als Landschaftsschutzgebiet ausgewiesen, nördlich schließt sich das LSG Am Oferweg und an den Neubenden und südlich das LSG Landwehr, Siebenhäuser Graben und Niepkanal an. In letzterem liegt an der Ostseite die Altrheinrinne Niep mit dem gleichnamigen Naturschutzgebiet. Auf der westlichen Seite des Berges fließt die Landwehr, die in den Gelderner Fleuth mündet.

## Ausdehnung und Nachbargemeinden
Das Gebiet des Stadtteils im Kreis Viersen grenzt im Süden an das Gebiet der kreisfreien Stadt Krefeld, im Südwesten an den Kempener Stadtteil St. Hubert (Kreis Viersen), im Westen an Stenden in der Gemeinde Kerken, im Norden an Schaephuysen in der Gemeinde Rheurdt (beides Kreis Kleve) sowie im Osten an das Gebiet Neukirchen-Vluyns (Kreis Wesel) und liegt somit genau am Grenzeck der Kreise Wesel, Kleve und Viersen.
Um den Tönisberger Ortskern herum liegen im Uhrzeigersinn von Norden die Bauerschaften Neufeld, Achterberg, Siebenhäuser, Vinnbrück und Haag sowie die ehemalige Zechensiedlung Wartsberg.

## Geschichte

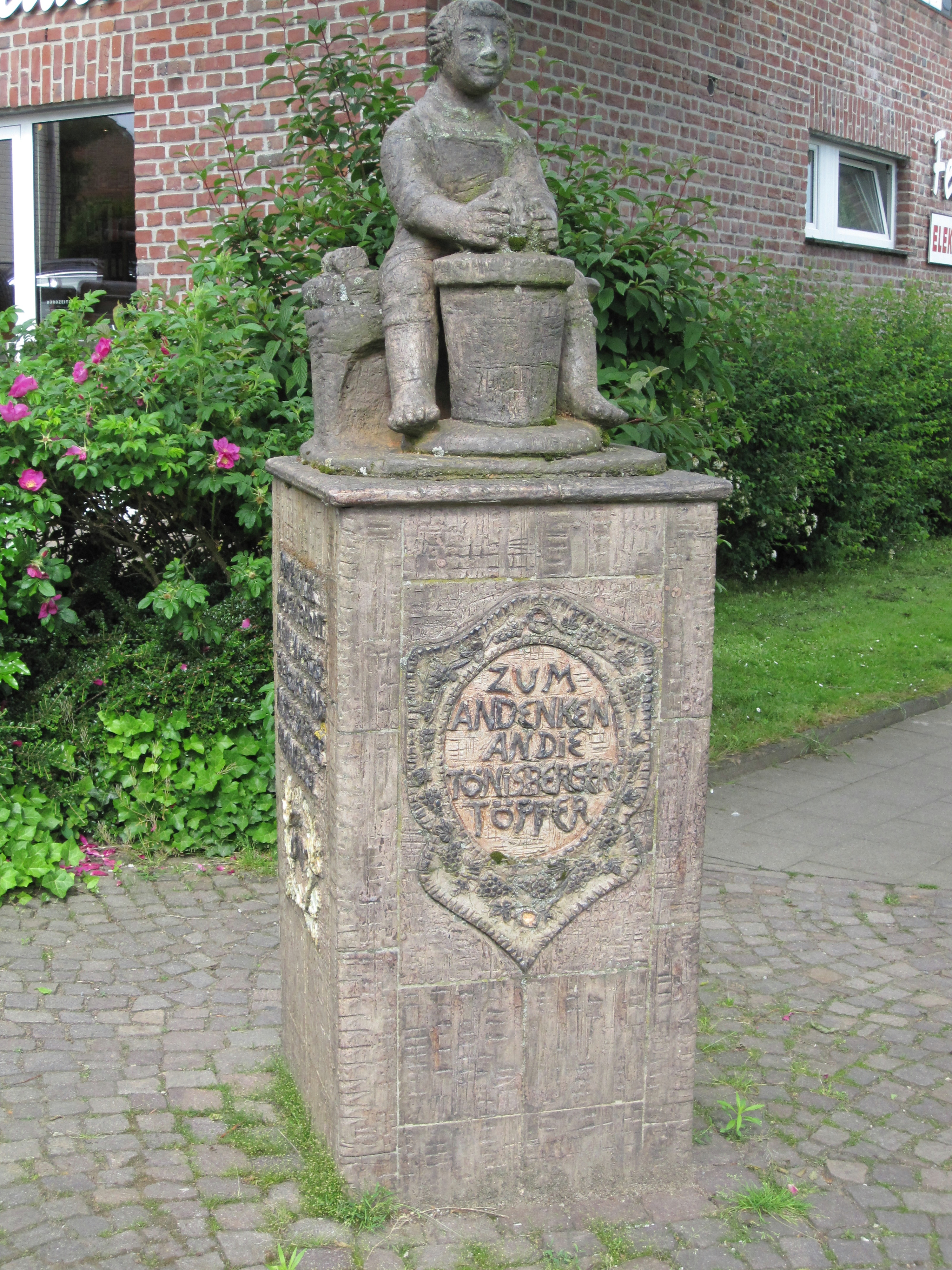
Töpferdenkmal

Tönisberg wurde erstmals um 1284 mit einem Vertrag von Vennebrugge (heute Vinnbrück) im Vorfeld der Schlacht von Worringen erwähnt. Mit der Gründung einer Kapelle im Jahre 1437 begann die Besiedlung des eigentlichen Dorfes. Hauptsächlich waren es Bauernhöfe, die das Bild des Dorfes prägten. 1529 wurde der Bezirk um die Kapelle selbständige Pfarre und man begann mit dem Bau einer eigenen Kirche.
Von 1794 bis 1814 befand sich Tönisberg unter französischer Herrschaft, Während dieser Zeit bildete Tönisberg eine Mairie nach französischem Vorbild und gehörte zum Kanton Kempen im Arrondissement Krefeld des Rur-Departements. Nachdem 1814 der gesamte Niederrhein auf dem Wiener Kongress dem Königreich Preußen zugeschlagen wurde, kam Tönisberg 1816 im Zuge der Preußischen Verwaltungsorganisation zum neuen Kreis Kempen. Aus der Mairie Tönisberg der Franzosenzeit wurde die preußische Bürgermeisterei Tönisberg.
Um 1900 lebten in Tönisberg 960 Einwohner. Die weitere Entwicklung wurde durch die Lage als Quasienklave im Kreis Moers und die schlechte Anbindung an Kempen erschwert. Das bedeutendste Projekt zur Ansiedlung von Industrie und Gewerbe war die Errichtung einer Acetylen-Gasfabrik zur Unterhaltung von Straßenlaternen. Bei Inbetriebnahme 1904 war diese die einzige Produktionsstätte in der Region. Jedoch führte der Siegeszug der Versorgung mit Elektrizität zu Konkurrenzdruck, zu finanziellen Engpässen und schließlich um 1916 zur Einstellung der Produktion.
Die Elektrizität setzte sich durch und man beriet 1913 über die Anbindung Tönisbergs an eine elektrische Straßenbahnlinie sowie an eine Omnibuslinie. Dieses Vorhaben wurde aber aufgrund der geografischen Standortnachteile wieder verworfen. 1929 wurde im Rahmen der kommunalen Neugliederung der zuvor zu Schaephuysen gehörige Teil in die Landgemeinde Tönisberg eingegliedert.
Am 3. März 1945 eroberte im Zuge der Operation Grenade eine Kampfgruppe der 5. US-Panzerdivision Tönisberg; damit endeten dort NS-Zeit und Zweiter Weltkrieg.
Schacht IV des Bergwerks Niederberg war 1962 bis 2001 als Transport- und Wetterschacht in Betrieb und wurde danach verfüllt. Das Fördergerüst prägt bis heute das Ortsbild; er ist das westlichste Fördergerüst des Ruhrgebiets.
Im Rahmen der Kreisgebietsreformen wurde Tönisberg am 1. Januar 1970 zu einem Stadtteil von Kempen.

### Mundart
In Tönisberg wird „Berger Platt“ gesprochen. Der Kempener Ortsteil liegt im Niederfränkischen Mundartraum nördlich der sogenannten Benrather Linie (mit der maache-maake-Unterscheidung), die das südliche Mittelfränkische (auch Ripuarisch genannt) vom nördlichen Niederfränkischen abgrenzt. 
Einer der Hauptunterschiede ist die Aussprache des Personalpronomenes „ich“, das im Südniederfränkischen als „ech“ oder „isch“ gesprochen wird, im Nordniederfränkischen aber als „ek“. Auch das Wörtchen „auch“ wird unterschiedlich ausgesprochen, nämlich als „ook“ im Nord- und als „ooch“ im Süd-Niederfränkischen. Auch das Verb „haben“ wird unterschiedlich gesprochen: in Tönisberg sagt man z. B. „we häbbe“. Weiter südlich heißt es „wir hant“. Die Mundart ist auf dem Rückzug; sie wird zu Karneval, auf Mundartabenden und in Vereinen gepflegt. Auch gibt es viel Mundart-Literatur.

## Wappen
Das Wappen der ehemaligen selbständigen Gemeinde wurde erst seit 1955 geführt und zeigt den Heiligen Antonius (Abbas) – dem Schutzheilige gegen Seuchen bei Mensch und Tier – mit einem Schwein im unteren Bereich und oben links eine Mispelblüte – die geldrische Rose als Zeichen der ehemaligen Zugehörigkeit zur Vogtei Geldern.

## Bildung
- Städtische Gemeinschaftsgrundschule Tönisberg
- Städtischer Kindergarten
- Katholischer Kindergarten

## Sehenswürdigkeiten

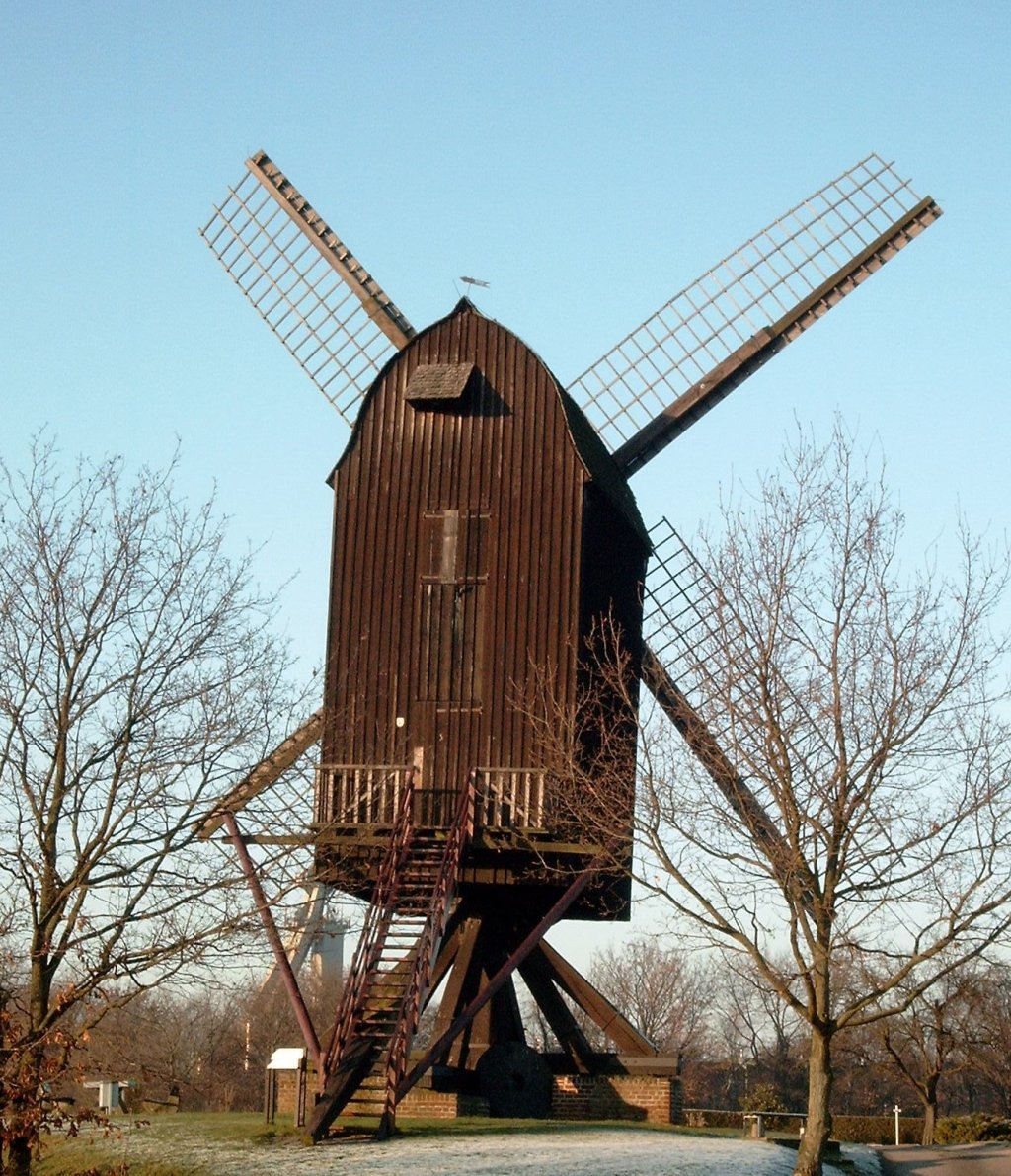
Kastenbockwindmühle Tönisberg

Neben der Kastenbockwindmühle, die 1802 fertiggestellt wurde, gehören die katholische Pfarrkirche St. Antonius von 1894 mit einem 47 m hohen Turm sowie das Fördergerüst des Bergwerks Niederberg (Schacht IV) zu den Wahrzeichen des Dorfes. Im Ortszentrum findet sich weiterhin Haus Baaken, ein Gebäude aus dem frühen 17. Jahrhundert, in dem sich zwischenzeitlich ein kleines Keramikmuseum befand. Der Ort nahm mehrmals erfolgreich am Wettbewerb Unser Dorf soll schöner werden teil. Aus Richtung Hüls/Krefeld kommend befindet sich am Fuße der Tönisberger Höhen ein Erinnerungsmal an den dort im Jahre 1284 beschlossenen Vertrag von Vinnbrück, der Auswirkungen auf die Schlacht von Worringen des Jahres 1288 hatte.

## Wirtschaft
In Tönisberg ansässig sind zwei große nahrungsmittelverarbeitende Unternehmen sowie kleinere und mittlere Unternehmen.

## Infrastruktur
Tönisberg liegt an der Bundesautobahn 40, die die Verbindung Richtung Venlo (Niederlande) und Duisburg/Ruhrgebiet darstellt. Die Anschlussstelle Kerken (mit Abfahrt zur Bundesstraße 9) befindet sich auf Tönisberger Gebiet. Die Bundesstraße 9 bietet die Verbindung nach Krefeld. Tönisberg bedienen vier Buslinien, die die Verbindung zu Krefeld, Neukirchen-Vluyn, Kamp-Lintfort, Kerken sowie Kempen realisieren. Eine Bahnlinie bedient Tönisberg nicht.
- 065 (SWK) Tönisberg Moränenstr.–Kempen Bahnhof
- 076 (DB) Krefeld Hbf–Kamp-Lintfort Neues Rathaus
- 077 (DB) Krefeld Hbf–Rheurdt Oermterberg
- 079 (DB) Krefeld Hbf–Aldekerk Bahnhof

Die SWK Buslinie „065“ wird durch den Sub-Unternehmer Rath-Reisen GmbH aus Viersen befahren. Die DB Buslinien werden hauptsächlich durch den Subunternehmer Schlotmann aus Moers bedient.

## Veranstaltungen
Regelmäßige Veranstaltungen sind die Öffnung der Bockwindmühle am Deutschen Mühlentag durch den Heimatverein Tönisberg zu Pfingsten und die Aufführungen der Tönisberger Bretterbühne.

## Persönlichkeiten
Der Agrarunternehmer Hans Tenhaeff (1879–1955) und der Schriftsteller Gerhard Schulte (1875–1951) wurden in Tönisberg geboren.
Von 1963 bis 1989 wohnte und arbeitete die Keramikerin Anneliese Langenbach (1926–2008) in Tönisberg. Viele Denkmäler sowie die Bildnisse der Fußfallstationen in Tönisberg stammen von ihr.
Der türkischstämmige Schauspieler Hilmi Sözer (* 1970) wuchs bis zum Ende seiner Schulzeit in Tönisberg auf. Der Schriftsteller Sebastian Ingenhoff lässt seine Novelle hier spielen.